# 1423年
| 千纪： | 2千纪 |
| 世纪： | 14世纪 \| 15世纪 \| 16世纪                                                                                 |
| 年代： | 1390年代 \| 1400年代 \| 1410年代 \| 1420年代 \| 1430年代 \| 1440年代 \| 1450年代                           |
| 年份： | 1418年 \| 1419年 \| 1420年 \| 1421年 \| 1422年 \| 1423年 \| 1424年 \| 1425年 \| 1426年 \| 1427年 \| 1428年 |
| 纪年： | 癸卯年（兔年）；明永乐二十一年；日本應永三十年                                                             |

## 大事记
- 韃靼首領阿魯台再次率部滋擾明朝邊境，明成祖發動第四次親征，瓦剌首領脫歡乘隙於飲馬河（今克魯倫河）破其眾，俘其大量馬駝牛羊和部眾，明軍在黃河以北擊敗韃靼西部的軍隊，韃靼王子也先土干率部眾降明。
- 10月8日（永乐二十年九月初四）周满分舰队结束远航，回到南京，怀疑曾发现美洲。
- 日本室町幕府第四代征夷大將軍足利義持退位，其子足利義量繼位。
- 阿瓦王朝國王底哈都（新加斯或梯訶都）在勃固王朝的繼承鬥爭期間發動進攻，勃固王朝的王儲彬尼亞仰一世（英语：Binnya Ran I）（頻耶蘭）將他的妹妹信紹布（信修浮）交給了底哈都，從而與阿瓦王朝媾和。
- 威尼斯共和國與奧圖曼帝國爆發第一次威尼斯土耳其戰爭。

## 出生
- 7月3日：法国瓦卢瓦王朝国王路易十一（1483年逝世）。

## 逝世
- 3月22日：明朝第一代蜀王，蜀献王朱椿（1371年出生）。